# Yak (Name)
Yak ist ein männlicher Vorname und Familienname.

## Bekannte Namensträger

### Vorname
- Yak Rivais (* 1939), französischer Künstler und Autor
- Yak Yakar (* 1943), israelischer Archäologe
- Jeff „Yak“ Minter (* 1962), Computerspielentwickler aus England

### Familienname
- Justin Yak († 2008), sudanesischer Politiker
- Mary Jarvis Yak, Politikerin in Südsudan